# J'm'attendais pas à toi
"J'm'attendais pas à toi" is een nummer van de Franse zanger Patrick Bruel. Het verscheen op zijn album Des souvenirs devant uit 2006. Dat jaar werd het uitgebracht als de enige single van dit album.

## Achtergrond
"J'm'attendais pas à toi" is geschreven door Patrick Bruel en geproduceerd door David Moreau. De titel is naar het Nederlands te vertalen als "Ik verwachtte jou niet". Het was Bruels eerste single in vier jaar, maar behaalde weinig succes. In Frankrijk kwam het niet in de hitlijsten terecht, en de enige hitnotering werd behaald in de Waalse Ultratop 50, waar het een week op plaats 39 stond. Desondanks bleek het een populair nummer, zo stond het in Nederland vijf jaar lang in de NPO Radio 2 Top 2000, met plaats 201 in 2006 als hoogste notering.

## NPO Radio 2 Top 2000
| Nummer met noteringen in de NPO Radio 2 Top 2000 | '06 | '07  | '08 | '09  | '10  |
| ------------------------------------------------ | --- | ---- | --- | ---- | ---- |
| J'm'attendais pas à toi                          | 201 | 1224 | 840 | 1861 | 1964 |

1. ↑  Een vetgedrukt getal geeft de hoogste notering aan.
2. ↑  2006 was het eerste jaar met een notering voor dit nummer.
3. ↑  Deze tabel is bijgewerkt tot en met de laatste editie (2024).